# Định lý Nhật Bản về tứ giác nội tiếp

Tâm của bốn đường tròn nội tiếp các tam giác ABD, ABC, BCD, ACD là một hình chữ nhật

Trong hình học phẳng, định lý Nhật Bản về tứ giác nội tiếp có nội dung như sau:
Cho {\displaystyle ABCD} là một tứ giác nội tiếp và {\displaystyle I_{A},I_{B},I_{C},I_{D}} lần lượt là tâm các đường tròn nội tiếp các tam giác {\displaystyle \triangle ABD,\triangle ABC,\triangle BCD,\triangle ACD} khi đó tứ giác tạo bởi bốn điểm {\displaystyle I_{A},I_{B},I_{C},I_{D}} là hình chữ nhật.
- Người ta sử dụng định lý Carnot để chứng minh định lý định lý Nhật Bản về tứ giác nội tiếp
- Định lý Nhật Bản về tứ giác nội tiếp được chứng minh là một mở rộng của định lý Nhãn Cầu.[1]
- Định lý Nhật Bản về tứ giác nội tiếp có thể dùng để chứng minh trường hợp tổng quát hơn là định lý Nhật Bản cho một đa giác nội tiếp.